# Le Vent des dieux
Le Vent des dieux est une série de bande dessinée historique créée par le scénariste Patrick Cothias et le dessinateur Philippe Adamov. Publiée à partir de 1985 dans le mensuel français Vécu, seize volumes en sont publiés par Glénat de cette année à 2004. Le dessin est assuré par Thierry Gioux à partir du sixième volume.
La série qui se déroule dans le Japon médiéval, au XIIIe siècle, met en scène Tchen Qin, samouraï qui après avoir lutté en vain contre le despotisme de seigneurs cruels, est ramené des Enfers par Mara. Il erre alors à travers le royaume en quête de sa mémoire.

## Publications

### Albums
- 1 Le Sang de la lune, Glénat, coll. « Vécu », 1985
Scénario : Patrick Cothias - Dessin et couleurs : Philippe Adamov -  (ISBN 2-7234-0574-5)
- 2 Le Ventre du dragon, Glénat, coll. « Vécu », 1986
Scénario : Patrick Cothias - Dessin et couleurs : Philippe Adamov -  (ISBN 2-7234-0649-0)
- 3 L'Homme oublié, Glénat, coll. « Vécu », 1987
Scénario : Patrick Cothias - Dessin et couleurs : Philippe Adamov -  (ISBN 2-7234-0792-6)
- 4 Lapin-tigre, Glénat, coll. « Vécu », 1988
Scénario : Patrick Cothias - Dessin et couleurs : Philippe Adamov -  (ISBN 2-7234-0964-3)
- 5 La Balade de Mizu, Glénat, coll. « Vécu », 1991
Scénario : Patrick Cothias - Dessin : Philippe Adamov - Couleurs : Julie Dethorey -  (ISBN 2-7234-1323-3)
- 6 L'Ordre du ciel, Glénat, coll. « Vécu », 1991
Scénario : Patrick Cothias - Dessin et couleurs : Thierry Gioux -  (ISBN 2-7234-1428-0)
- 7 Barbaries, Glénat, coll. « Vécu », 1992
Scénario : Patrick Cothias - Dessin et couleurs : Thierry Gioux -  (ISBN 2-7234-1512-0)
- 8 Ti Fun, Glénat, coll. « Vécu », 1993
Scénario : Patrick Cothias - Dessin et couleurs : Thierry Gioux -  (ISBN 2-7234-1606-2)
- 9 Cambaluc, Glénat, coll. « Vécu », 1994
Scénario : Patrick Cothias - Dessin et couleurs : Thierry Gioux -  (ISBN 2-7234-1716-6)
- 10 Le Gherkek, Glénat, coll. « Vécu », 1995
Scénario : Patrick Cothias - Dessin et couleurs : Thierry Gioux -  (ISBN 2-7234-1899-5)
- 11 Cogotaï, Glénat, coll. « Vécu », 1996
Scénario : Patrick Cothias - Dessin et couleurs : Thierry Gioux -  (ISBN 2-7234-2138-4)
- 12 Tête-à-tête, Glénat, coll. « Vécu », 1997
Scénario : Patrick Cothias - Dessin et couleurs : Thierry Gioux -  (ISBN 2-7234-2485-5)
- 13 Le Roi du monde, Glénat, coll. « Vécu », 1999
Scénario : Patrick Cothias - Dessin et couleurs : Thierry Gioux -  (ISBN 2-7234-2752-8)
- 14 Les Paradis perdus, Glénat, coll. « Vécu », 2001
Scénario : Patrick Cothias - Dessin et couleurs : Thierry Gioux -  (ISBN 2-7234-3321-8)
- 15 Le Voyage merveilleux, Glénat, coll. « Vécu », 2002
Scénario : Patrick Cothias - Dessin et couleurs : Thierry Gioux -  (ISBN 2-7234-3569-5)
- 16 Le Vieux de la montagne, Glénat, coll. « Vécu », 2004
Scénario : Patrick Cothias - Dessin et couleurs : Thierry Gioux -  (ISBN 2-7234-3913-5)

### Intégrales
- 1 Le Vent des dieux, intégrale 1, Glénat, coll. « Vécu », 1995
Scénario : Patrick Cothias - Dessin : Philippe Adamov - Couleurs : collectif -  (ISBN 2-7234-2094-9)
- 2 Le Vent des dieux, épisode 1, Glénat, coll. « Les intégrales », 2010
Scénario : Patrick Cothias - Dessin : Philippe Adamov - Couleurs : collectif -  (ISBN 978-2-7234-7768-0)
- 2 Le Vent des dieux, épisode 2, Glénat, coll. « Les intégrales », 2011
Scénario : Patrick Cothias - Dessin et couleurs : Thierry Gioux -  (ISBN 978-2-7234-8594-4)